# ДШРГ «Русич»
Диверсійно-штурмова розвідувальна група (ДШРГ) «Русич» — російське неонацистське військове угрупування та терористична організація, що брала участь у війні на сході України, російській інтервенції в Сирії та російському вторгненні в Україну 2022 року в складі російських військ.
Заснована в 2009 як тренувальна база для військової підготовки. Засновник Олексій Мільчаков — уродженець Санкт-Петербурга з неонацистськими поглядами, який носив прізвисько «Фріц» (після відправки на Донбас змінив на позивний «Серб»).
Символами цього формування є руни, в тому числі і тейваз, восьмипроменевий коловрат та кодові лозунги. Також як і більшість російських націоналістів використовують імперський (чорно-жовто-білий) прапор, але в перевернутому вигляді.

## Створення
Утворення групи починається з 2009 року, тоді вона була утворена як основна тренувальна база для військової підготовки.
За словами Мільчакова група «Русич» складається з націоналістів та добровольців з Європи та Росії. Як мінімум один із членів польського неоцистського угрупування Zadruga воював у їхньому складі. Під час війни на сході України до групи приєднався Ян Петровський на прізвисько Великий Слов'ян.
Повідомляється про можливий тісний зв'язок ДШРГ «Русич» із ПВК Вагнера. Так чи інакше, і лідер «русичів» Олексій Мільчаков, і номінальний лідер групи Вагнера Дмитро Уткін служили в 76-й гвардійській десантно-штурмовій дивізії ВДВ.

## Участь у військових діях
З червня 2014 ДШРГ «Русич» брала участь у війні на сході України, виконуючи розвідувально-диверсійні дії та беручи участь у низці боїв на стороні проросійських військових утворень.

### У 2014 році
Влітку 2014 року група «Русич» під командуванням підполковника Олександра «Бетмена» Бєднова брала участь у боях за Луганський аеропорт, під Новосвітлівкою: там ЗСУ перерізали трасу, і Луганськ опинився у блокаді. Також брали участь у боях під містом Щастя, Станицею Луганською, у штурмі селища Хрящувате, у зайнятті селищ Георгіївки, Великої Вергунки, Лутугиного.
Однією з найвідоміших операцій «Русича» стало знищення колони українського батальйону «Айдар» біля селищ Металіст і Цвітні Піски в Луганській області 5 вересня 2014 року. Координатор Самооборони Майдану Волині Андрій Хведчак повідомив, що 5 вересня 2014 року частина роти батальйону «Айдар» потрапила в засідку в тому самому місці, де була взята в полон Надія Савченко. Загони «Русича» і ДБР «Бетмен» влаштували засідку на трасі й атакували «Айдар», який відступав. Частина другої роти «Айдара» (Волинь) потрапила в засідку російського спецназу. За його словами, ті бійці, які опинилися в засідці, загинули.
6 вересня 2014 року Семен Семенченко повідомив, що загинули 11 військових у засідці, «влаштованій російськими спецпризначенцями». Того ж дня з'явилася інформація, що в засідці загинули від 20 до 29 бійців батальйону.
Восени 2014 року «Русич» брав участь у боях у Донецькому аеропорту разом із батальйонами Спарта і Сомалі[джерело?].

### У 2015 році
1 січня 2015 року відбулося вбивство особистих охоронців Олександра Бєднова в засідці. У січні 2015 року Олексій Мільчаков заявив, що його підрозділ більше не підпорядковується керівництву ЛНР. Таким чином Мільчаков відреагував на інформацію про знищення колишнього командира групи «Бетмен» Олександра Бєднова. Командир назвав голову «ЛНР» Ігоря Плотницького та уряд ЛНР «шльондрами» і заявив, що його підрозділ буде воювати «і проти них, і проти укрів».
У 2015 році разом із командирами інших груп Мільчаков і Петровський отримали посвідчення членів Союзу добровольців Донбасу. Після повернення в Україну група перейшла до складу бригади «Призрак» Олексія Мозгового. Наприкінці березня 2015 року після передислокації в ДНР через переслідування МДБ ЛНР група увійшла до складу батальйону «Вікінг», де брала участь у боях на Волноваському напрямку, біля селищ Білокам'янки та Новоласпа. У середині 2015 року група була повністю виведена з Донбасу.

### Середина 2015— початок 2022 року
Після повернення з Донбасу Мільчаков зайнявся бойовою підготовкою підлітків у спеціальних таборах у Росії. Робилося це спільно з правими радикалами зі спільноти E. N. O. T. Corp. (Єдині народні громадські товариства або просто ЄНОТ). Інтернет-видання «Білоруський партизан» називає «єнотів» групою російських бойовиків, які брали участь у війні на Донбасі від самого її початку, і що вони тісно товаришують із Мільчаковим. Як зазначає видання, ЄНОТ із 2015 року почав свою легалізацію в Росії. Вони отримали статус громадської організації та повну підтримку держави, регулярно проводячи військово-патріотичні ігри-збори. Головний інструктор організації Роман Теленкевич одночасно очолював Союз добровольців Донбасу.
У 2017 році бойовики групи «Русича» відзначилися в Сирії, охороняючи стратегічно важливу нафтогазову інфраструктуру, що належить російським компаніям. У своєму інстаграм-акаунті (нині недоступному) бойовики викладали фото з Пальміри в центральній Сирії, де один із них позує перед стародавніми руїнами, підкидаючи руку в нацистському вітанні[джерело?].

### Після повномасштабного вторгнення
Деякі журналісти-розслідувачі ще наприкінці жовтня 2021 року припускали, що угруповання повернеться в Україну, що і сталося не пізніше початку квітня 2022 року. Бойовики «Русича» були перекинуті в Харківську область України, де були зафіксовані фотозйомкою біля села Плетенівка, а також під містом Ізюм.
Ян Петровський командує відділенням «Zимаргл» у складі «Русича», що відповідає за оперативно-розвідувальні завдання. Чисельність підрозділу невідома, на фото, що публікуються, понад 10 осіб одночасно не зустрічається. Із відомих активістів «Русича», як і 2014 року, воює Євген Рассказов («Топаз»), який до початку вторгнення служив кореспондентом на «Царському телебаченні» (YouTube-каналі Єгора Просвірніна), а зараз веде свій Telegram-канал. Щонайменше одного учасника «Русича» (Олексій Пожаров, позивний «Камінь»), у травні 2022 року було вбито.
До кінця 2022 року угруповання комплектувалося за системою ПВК «Редут».

## Злочини ДШРГ «Русич»
ДШРГ «Русич», яку очолює російський неонацист Олексій Мільчков, опублікував інструкції щодо допиту та вбивства українських військовополонених. Відповідна публікація з'явилася в Телеграм-каналі військового формування:
«Допитайте спершу без фізичного тиску, потім повторно, з елементами впливу такими як: відрубати пальці, відрізати вухо, удари в область паху та суглобів, загнати голки під нігті. Головне, щоб противник міг свідомо відповідати на запитання. Відповіді можна знімати на відео. Бажано, щоб усі взяли у цьому участь, щоб надалі дотримувалися таємниці події. Другий варіант — це поранити полонених і відправити в лікарню. Стріляти рекомендується з короткої дистанції через арамідний пакет, щоб уникнути опіків на тілі, які можуть показати навмисний характер поранення. Не бійтеся вбивати полонених!»
Полоненому українському солдату російські воєнні злочинці із ДШРГ «Русич» відрізали голову. Відеозапис звірячого убивства українського бійця російські воєнні злочинці опублікували у соцмережах з підписом (рос.) «Вы удивитесь сколько таких видео будет постепенно всплывать».
Депутат Держдуми Російської федерації Анатолій Вассерман звернувся до Слідчого комітету та Генпрокуратури Росії з проханням провести перевірку щодо підрозділу ДШРГ «Русич». Він вважає, що «Русич» може бути причетний до воєнних злочинів. Підставою стала публікація «Русича» про вбитого ними полоненого.

## Ключові особи угрупування
- Мільчаков Олексій Юрійович (Серб, Чорт, Фріц)
- Петровський Ян Ігорович («Славян»)
- Рассказов Євген («Топаз»)
- Пожаров Олексій («Камінь»)
- Олексій Борисович Мозговий («Призрак»)
- Кіпрін Олексій («Барс»)

## Покарання
У Фінляндії заарештували одного з лідерів російського угруповання «Русич» Яна Петровського, який воював проти України. У Офісі генпрокурора України підтвердили, що Київ готує матеріали для екстрадиції окупанта, після повідомлення про те, що міграційна служба Фінляндії розглядає можливість його депортації до РФ.